# 青木屋

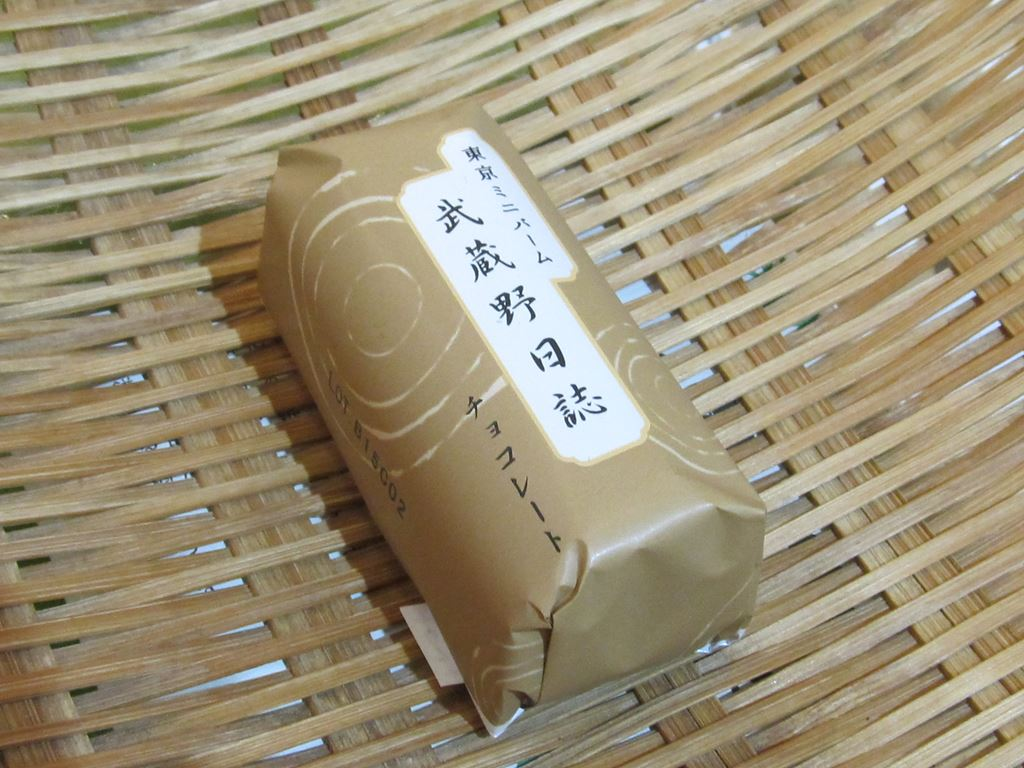
東京ミニバーム 武蔵野日誌（チョコレート）

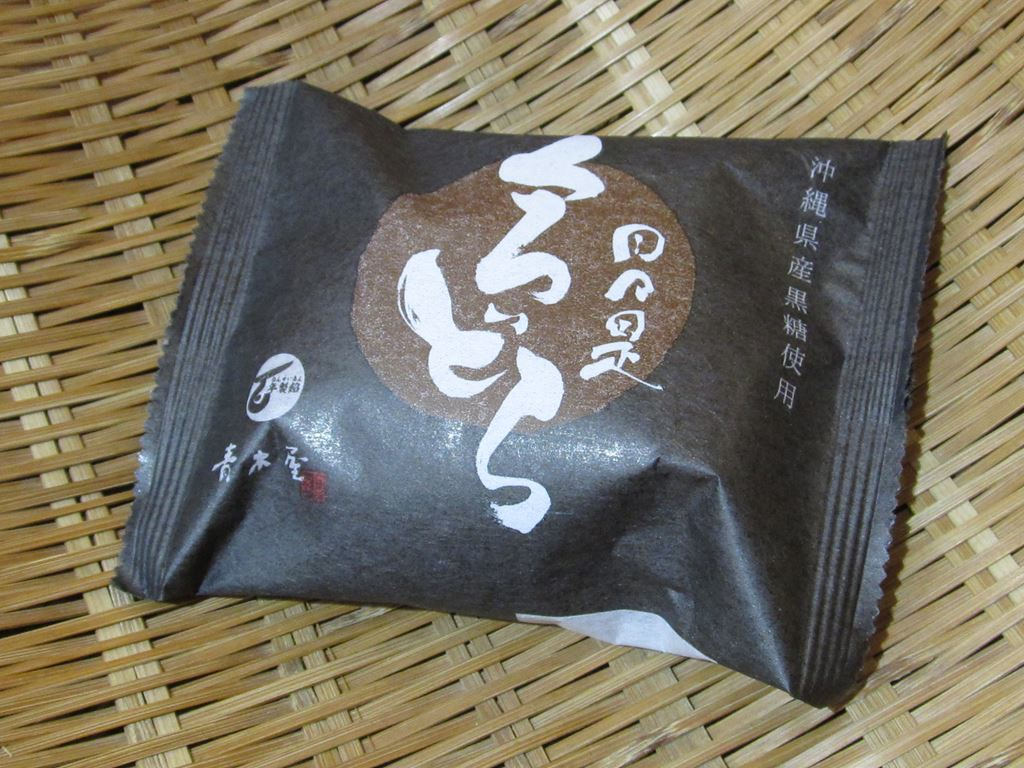
黒糖どら焼き「日々是くろどら」

株式会社青木屋（あおきや）は、東京都府中市に本社を置く日本の製菓会社。1893年（明治26年）9月創業。和菓子を中心に土産菓子、洋菓子などの商品を製造・販売する。

## 概要
1893年（明治26年）、大國魂神社の境内で菓子店を開いたのが始まりである。
1950年（昭和25年）頃には、都内でも珍しかったアイスクリームを府中で紹介した。
代表的商品は「東京ミニバーム 武蔵野日誌」、どら焼き「日々是くろどら」など。和菓子だけでなく洋菓子工房も持ち、ケーキやシュークリームなども製造・販売している。
評判の高い老舗店ゆえ土産物として選ばれることも多く、代表的商品である「武蔵野日誌」は「その形は、まるで武蔵野の木々の小枝のようだ」と評され、2017年から3年連続でモンドセレクション金賞を受賞している。
府中市内のショッピングセンターであるフォーリス（府中駅前）、MINANO（分倍河原駅前）に出店。東京多摩地区を中心として、直営店を12店舗（工場売店1店を含む）、FC店を1店舗の計13店舗を構える（2021年6月現在）

### 主な商品
- 東京ミニバーム 武蔵野日誌 - 武蔵野の雑木林を表現している[4]
- 日々是くろどら
- 六社饅頭・武蔵国府饅頭 - 大國魂神社
- レーシングサラブレッドサブレ - 東京競馬場
- 栗まつり - 大國魂神社で行われる秋の祭礼[5]

## 沿革
- 1893年（明治26年） - 大國魂神社の境内にて開店。
- 1934年 - 府中町宮町（現在の府中市宮町1丁目5-5）へ移転。加藤次郎が引き継ぐ。
- 1950年 - 株式会社青木屋に改組。
- 1965年 - 府中本店を鉄筋4階建に改築。
- 1969年 - 府中市南町に工場を新築移転。
- 1977年 - 洋菓子部門として美好工場を新築。郷土の森工場を新設。
- 1979年 - 井上常正が引き継ぐ。
- 1981年 - 府中駅北口に大型店を開店。
- 1983年 - 美好町工場を新設。
- 1991年 - 府中駅南口市街地再開発事業計画に伴い、本店を仮店舗へ。
- 1993年 - 創業100周年を迎える。
- 1996年 - 加藤愼一が引き継ぐ。
  - 4月3日 - フォーリス開業に伴い出店し、けやき並木通り店開店。
  - 洋菓子専門店「武蔵野菓房 エルクレポン」開店（後に調布柴崎店に洋菓子部を設立）。
- 1997年 - 郷土の森工場内に本社を移転。
- 2001年 - 南町工場を一部改装。「武蔵野日誌（ストロベリー）」新発売。
- 2005年 - 府中けやき並木通り店リニューアル（フォーリス内）。
- 2006年 - 「かちがらす」新発売。 ネットショップ開設。
- 2008年 - 「ほのぼの」「武蔵野日誌（抹茶）」「小倉物語」新発売。
- 2009年 - 「武蔵国府万頭」新発売。
- 2010年 - 小金井店を改装。
- 2016年
  - 5月 - ルミネ立川店が開店。
  - 6月30日 - 是政店（FC店）が閉店。
- 2024年
  - 3月 - 府中若松町店が開店。